# عشرب صغير
عشرب صغير (الاسم العلمي:Exacum nanum) هو نوع من النباتات يتبع جنس العشرب من الفصيلة الجنطيانية.